# Nguyễn Công Phượng
Nguyễn Công Phượng (sinh ngày 21 tháng 1 năm 1995) là một cầu thủ bóng đá chuyên nghiệp người Việt Nam hiện đang thi đấu ở vị trí tiền đạo hoặc tiền vệ tấn công cho câu lạc bộ V.League 2 Trường Tươi Bình Phước và đội tuyển bóng đá quốc gia Việt Nam. Được đánh giá là một trong những cầu thủ Việt Nam xuất sắc nhất trong thế hệ của mình, anh nổi tiếng nhờ lối chơi giàu kỹ thuật và khả năng tạo đột biến cao.

## Sự nghiệp trẻ

### Học viện Hoàng Anh Gia Lai – Arsenal – JMG
Công Phượng đã bị trượt khi thi vào lò đào tạo bóng đá trẻ của câu lạc bộ bóng đá Sông Lam Nghệ An bởi thể hình quá nhỏ con. Tưởng chừng như hy vọng trở thành cầu thủ chuyên nghiệp của Công Phượng đã chấm dứt thì cơ hội khác lại mở ra khi Phượng tình cờ nghe được thông tin tuyển sinh của học viện HAGL - Arsenal - JMG trên tivi. Vậy là gia đình đã phải gác lại ý định sửa nhà để dành dụm, thậm chí đã phải vay thêm tiền đưa con lên Gia Lai thử sức. Trải qua 1 vòng tuyển chọn gắt gao, Nguyễn Công Phượng là một trong các cầu thủ nhí được ghi danh vào Học viện bóng đá HAGL-Arsenal JMG khóa 1.
Tháng 6 năm 2010, Nguyễn Công Phượng và Nguyễn Tuấn Anh là hai cầu thủ của Học viện bóng đá HAGL-Arsenal JMG được xuất ngoại tập huấn 15 ngày tại Mali. Đây là chuyến tập huấn được học viện JMG toàn cầu tổ chức dành cho các học viên xuất sắc của các học viện thành viên.
Ngày 16 tháng 11 năm 2012, giám đốc kỹ thuật câu lạc bộ Arsenal Steve Morrow đã gửi quyết định triệu tập 4 cầu thủ Học viện HAGL-Arsenal JMG là Nguyễn Tuấn Anh, Nguyễn Công Phượng, Lương Xuân Trường và Trần Hữu Đông Triều sang Trung tâm huấn luyện Arsenal tại Luân Đôn để tập luyện, thi đấu cọ xát cùng các cầu thủ U-17 Arsenal.

## Sự nghiệp câu lạc bộ

### Hoàng Anh Gia Lai

#### 2015: Mùa giải đầu tiên
Năm 2014, Nguyễn Công Phượng cùng lứa cầu thủ khóa một học viện HAGL – Arsenal – JMG được chủ tịch Đoàn Nguyên Đức đôn lên đá V.League 2015 trong màu áo câu lạc bộ bóng đá Hoàng Anh Gia Lai (HAGL).
Trong trận đấu đầu tiên của đội bóng tại mùa giải với câu lạc bộ Sanna Khánh Hòa Biển Việt Nam, Nguyễn Công Phượng được đá chính ngay từ đầu và có được 2 bàn thắng. Tuy nhiên, ở những trận sau đó, Nguyễn Công Phượng và HAGL đã làm cho người hâm mộ khá thất vọng bởi tuổi đời còn quá non trẻ.
Kết thúc mùa bóng, Nguyễn Công Phượng ghi được 6 bàn thắng, thi đấu hơn 2000 phút. HAGL may mắn trụ hạng khi đứng thứ 13/14 chung cuộc.

#### Cho mượn tại Mito Holly Hock
Ngày 23 tháng 12 năm 2015, Nguyễn Công Phượng đã gia nhập câu lạc bộ Mito Hollyhock tại J.League 2 theo bản hợp đồng cho mượn có thời hạn một năm, với giá trị chuyển nhượng 100.000 USD. Tại đây anh được mang áo số 16, số áo mà cầu thủ Hàn Quốc Park Joo-Ho đã từng mặc.
Ngày 7 tháng 5 năm 2016, Nguyễn Công Phượng có lần đầu tiên xuất hiện trong màu áo Hollyhock khi anh vào sân thay thế cho cầu thủ Hosokawa Junya ở phút 87.

#### 2017: Cải thiện
Sau khi mùa giải J.League 2 năm 2016 kết thúc, Công Phượng trở lại thi đấu cho HAGL tại Giải bóng đá vô địch quốc gia Việt Nam 2017. Anh có 7 bàn trong mùa này

#### 2018: Thành tích cá nhân xuất sắc
2018 là mùa giải mà Công Phượng thi đấu tốt nhất ở V.League khi đã ghi được 12 bàn thắng, trở thành chân sút số một của câu lạc bộ. Anh cũng có lần đầu lọt vào đội hình tiêu biểu của mùa giải.

#### Cho mượn tại Incheon United
Tháng 2 năm 2019, Nguyễn Công Phượng ký hợp đồng thi đấu một năm theo dạng cho mượn với đội bóng Hàn Quốc Incheon United. Tuy nhiên, sau gần 4 tháng thi đấu ở K-League, Inchoen United đã đồng ý kết thúc hợp đồng sớm với Nguyễn Công Phượng theo nguyện vọng của anh.

#### Cho mượn tại Sint-Truiden STVV
Công Phượng được đá chính trong trận giao hữu cuối cùng của Sint Truidense trước mùa giải mới khi Sint Truidense tiếp Lommel trên sân nhà (thua 1-2). Anh khoác áo trận đấu chính thức của Sint-Truidense khi thua Brugge 0-6 ngày 2 tháng 8 năm 2019, thay người ở phút 70. Anh đã đá được thêm 1 trận cho đội trẻ khi STVV đá với Anderlecht và được tung vào sân trong hiệp thi đấu thứ 2.

#### Cho mượn tại Thành phố Hồ Chí Minh
Công Phượng được TP Hồ Chí Minh (TP.HCM) mua lại nửa năm hợp đồng từ STVV, sau đó được CLB này mua thêm 6 tháng tiếp theo. Ban đầu Công Phượng từ chối vì vẫn muốn ở lại Bỉ, thế nhưng nhờ những tác động của bầu Đức, Công Phượng được đưa về TP.HCM và thi đấu cho "Chiến hạm đỏ" tại mùa giải 2020.
Ngày 26 tháng 9 năm 2020, trong chiến thắng 5-1 trước Nam Định ở vòng 12 V.League, Công Phượng bị "tố" cố tình nhận đủ thẻ vàng để tránh gặp đội bóng chủ quản Hoàng Anh Gia Lai ở vòng 13, nhưng đây là tin đồn vô căn cứ vì khi đó mới chỉ là tấm thẻ vàng thứ 2 của Công Phượng ở mùa giải này (theo quy định thì phải nhận đủ 3 thẻ vàng mới bị cấm thi đấu trận tiếp theo) và những điều khoản trong hợp đồng trước đó đã thỏa thuận rằng Công Phượng sẽ không được ra sân khi CLB TP. Hồ Chí Minh đối đầu Hoàng Anh Gia Lai theo yêu cầu của chính Bầu Đức.
Dù đạt phong độ cao trong màu áo Thành phố Hồ Chí Minh, thế nhưng chấn thương trong trận gặp Nam Định đã khiến anh phải nghỉ thi đấu ở phần còn lại của V.League - một phần dẫn đến thành tích không ổn định của Chiến hạm đỏ trong giai đoạn 2, và CLB chỉ đứng ở vị trí thứ 5 khi mùa giải kết thúc.
Trong 19 trận đấu cho câu lạc bộ Thành phố Hồ Chí Minh, Công Phượng có cho mình 10 bàn thắng, trở thành cầu thủ hay nhất của câu lạc bộ và có tên trong đội hình tiêu biểu V.League 2020

#### 2021: Mùa giải trong mơ
Sau một mùa giải khá thành công trong màu áo câu lạc bộ Thành phố Hồ Chí Minh, Công Phượng được bầu Đức và tân HLV của CLB - Kiatisuk Senamuang gọi trở về Hoàng Anh Gia Lai để chuẩn bị cho mùa giải mới. Trong sơ đồ 3-5-2 (đôi khi là 3-4-1-2) của HLV người Thái, Công Phượng được bố trí chơi tự do giữa hàng tiền vệ và tiền đạo. Anh có bàn thắng đầu tiên trong trận thắng 3-0 của CLB trước nhà đương kim vô địch Viettel ở vòng đấu thứ 5 bằng cú sút hiểm hóc giúp HAGL mở tỉ số. Sau đó, anh vẫn thi đấu tương đối ổn định với thêm 5 bàn thắng, góp công không nhỏ giúp HAGL dẫn đầu bảng xếp hạng cho đến hết vòng 12.

#### 2022: Năm cuối cùng tại Pleiku
Mùa giải 2022, Công Phượng có phong độ khá ổn trong giai đoạn đầu và ghi được 5 bàn thắng tại V.League 1. Giai đoạn sau, thời gian thi đấu của anh bị hạn chế do dính chấn thương.

### Yokohama
Sau khi mùa giải 2022 kết thúc đã có nhiều thông tin cho rằng Công Phượng sẽ rời HAGL sau 15 năm gắn bó để chuyển sang Nhật Bản thi đấu. Ngày 25 tháng 12 năm 2022, câu lạc bộ Yokohama FC đang thi đấu tại J1 League thông báo chiêu mộ thành công tiền đạo Nguyễn Công Phượng.
Ngày 5 tháng 4 năm 2023, sau nhiều trận không được đăng ký thi đấu thì Công Phượng đã có trận đấu đầu tiên cho câu lạc bộ khi được vào sân vỏn vẹn 6 giây, ở cuối trận Yokohama để thua 2–3 trước Nagoya ở J.League Cup 2023.
Ngày 24 tháng 4 năm 2024, sau hơn một năm không được thi đấu, Công Phượng bất ngờ được đá chính trong trận đấu gặp Fagiano Okayama tại vòng hai J.League Cup. Anh có một tình huống dứt điểm trong vòng cấm và cũng là người được giao đá phạt góc của đội, Công Phượng rời sân ở phút 68 thay cho Caprini Pinto. Anh tiếp tục được ra sân 16 phút trong trận thua 1-3 Nagoya Grampus tại vòng ba J.League Cup vào ngày 22 tháng 5.
Ngày 14 tháng 9 năm 2024, Yokohama thông báo Công Phượng sẽ rời câu lạc bộ và chuyển sang thi đấu cho một đội bóng ngoài Nhật Bản.

### Trường Tuơi Bình Phước
Ngày 21 tháng 7 năm 2024, Công Phượng chuyển tới câu lạc bộ thi đấu ở giải hạng Nhất là Trường Tươi Bình Phước. Anh có trận ra mắt câu lạc bộ vào 19 tháng 10 năm 2024, tại Cúp quốc gia gặp Trẻ Thành phố Hồ Chí Minh, ghi được một bàn giúp đội nhà thắng 1-0 và lọt vào vòng sau. Anh ghi 1 bàn vào lưới đội bóng cũ HAGL tại vòng 16 đội cúp quốc gia.
Tháng tư 2025, anh ghi 3 bàn thắng đá phạt trong 2 trận liên tiếp, cú đúp trong trận gặp Hòa Bình và một bàn trong trận gặp Đồng Tháp.

## Sự nghiệp quốc tế

### Cấp độ trẻ

#### U-19 Đông Nam Á
Công Phượng bắt đầu nổi lên trong màu áo U-19 Việt Nam. Công Phượng ghi 2 bàn thắng tại giải U-19 Đông Nam Á 2013 giúp U-19 Việt Nam vào chung kết. Công Phượng tiếp tục cùng các đồng đội giành ngôi á quân Cúp Hassanal Bolkial 2014 tại Brunei, nơi anh có 3 bàn thắng. Tại giải giải U-19 Đông Nam Á 2014, trong hành trình giành ngôi á quân, anh có 2 bàn thắng, một trong số đó là bàn thắng đẹp mắt vào lưới U-19 Úc khi anh rê bóng vượt qua vòng vây của đối thủ trước khi ghi bàn thắng duy nhất trong trận đấu.

#### SEA Games 2015
Công Phượng được huấn luyện viên Miura Toshiya triệu tập vào U-23 Việt Nam để tham dự SEA Games 28. Tại giải đấu anh ghi được 3 bàn thắng cùng nhiều pha kiến tạo, mà đỉnh cao là trận thắng 5-1 trước U-23 Malaysia khi Công Phượng đã lập 1 cú đúp (trong đó có 1 cú đá phạt đẹp mắt) và kiếm về 2 quả penalty giúp Mạc Hồng Quân và Võ Huy Toàn lập công.

#### Giải vô địch U-23 châu Á 2016
Ở vòng loại giải U-23 châu Á 2016, Công Phượng là đầu tàu trên hàng công của U-23 Việt Nam. Tại trận mở màn gặp U-23 Malaysia, Công Phượng đã có pha giật gót đẹp mắt giúp Võ Huy Toàn khi bàn thắng gỡ hòa trước khi tự mình ấn định tỉ số 2-1. Sau trận thua 0-2 trước U-23 Nhật Bản, Công Phượng lại tỏa sáng bằng một cú hat-trick (trong đó có 1 cú panenka đầy kỹ thuật) trong chiến thắng giòn giã 7-0 trước U-23 Macao, qua đó chiếm 1 trong 5 suất các đội đứng thứ 2 có thành tích tốt nhất - và có lần đầu thâm dự giải đấu. Bước vào giải, Công Phượng ghi 1 bàn trên chấm 11m ở trận thua 2-3 U-23 Các Tiểu vương quốc Ả Rập Thống nhất, qua đó rời giải với 3 trận toàn thua (trước đó là các kết quả 1-3 và 0-2 lần lượt trước các đối thủ U-23 Jordan và U-23 Australia).

#### SEA Games 2017
Dù là Vua phá lưới của giải, nhưng đây là một giải đấu đáng quên của U-23 Việt Nam khi đội bị loại ngay từ vòng bảng, bản thân Công Phượng cũng đã đá hỏng 1 quả penalty trong trận thua 0-3 trước U-22 Thái Lan. Sau trận đấu, các cầu thủ - trong đó có Công Phượng - đã phải nhận những sự công kích kịch liệt của các anti-fan, đến mức chị Hoài Anh (người cháu gọi Công Phượng bằng chú) đã phải đăng một bức tâm thư lên chính fanpage của Công Phượng, bức tâm thư đã nhận được sự thông cảm từ đông đảo người hâm mộ.
Với 7 bàn thắng sau 2 kỳ SEA Games, Công Phượng đứng thứ 3 trong top những cầu thủ Việt Nam ghi nhiều bàn thắng nhất tại giải đấu này, xếp sau Lê Công Vinh (8 bàn) và Phạm Văn Quyến (9 bàn).

#### Giải vô địch U-23 châu Á 2018
Lại một lần nữa, U-23 Việt Nam vượt qua vòng loại với tư cách là 1 trong 5 đội nhì bảng có thành tích tốt nhất khi giành thắng lợi 4-0 và 8-1 lần lượt trước U-23 Timor Leste và U-23 Macau, xen giữa là thất bại 1-2 trước U-23 Hàn Quốc. Với 4 bàn thắng, Công Phượng đã xé lưới cả 3 đối thủ, trong đó có một cú đúp trước U-23 Timor Leste.
Bước vào giải, Công Phượng ghi 1 bàn thắng trước U-23 Iraq trong hành trình kỳ diệu của U-23 Việt Nam khi lần đầu tiên vào tới chung kết của giải và chỉ để thua tiếc nuối trước U-23 Uzbekistan ở phút 119.

#### Asiad 18
Ở vòng bảng, đội tuyển Olympic Việt Nam rơi vào bảng D với các đối thủ Olympic Nhật Bản, Olympic Pakistan và Olympic Nepal. Trong trận mở màn trước Olympic Pakistan, dù đã bỏ lỡ 2 quả penalty nhưng Công Phượng cũng đã kiến tạo cho Quang Hải mở tỉ số trước khi tự mình ấn định tỉ số 3-0. Vượt qua vòng bảng với thành tích 3 trận toàn thắng (đánh bại Olympic Nepal 2-0 và Olympic Nhật Bản 1-0). Bước vào vòng 1/8 gặp Olympic Bahrain, Công Phượng được tung vào sân từ băng ghế dự bị và ghi bàn thắng duy nhất của trận đấu. Sau khi vượt qua Olympic Syria ở tứ kết với tỉ số tối thiểu sau 120 phút, Olympic Việt Nam đã phải chịu dừng bước sau thi bị đánh bại với tỉ số 1-3 trước Olympic Hàn Quốc (đội sau đó đã lên ngôi vô địch).

### Đội tuyển quốc gia

#### AFF Cup 2016
AFF Cup 2016 là giải đấu chính thức đầu tiên của Công Phượng cùng đội tuyển Việt Nam, nhưng cầu thủ 21 tuổi không để lại quá nhiều dấu ấn, nếu không muốn nói là nhạt nhòa bởi khi tất cả những gì Công Phượng làm được ở giải này chỉ là 4 lần vào sân từ băng ghế dự bị, 1 lần đá chính trong trận đấu thủ tục gặp Campuchia (nhưng bị thay ra từ sớm do Trương Đình Luật dính thẻ đỏ).

#### AFF Cup 2018
Dù không thường xuyên góp mặt trong đội hình chính, nhưng khác với kỳ AFF Cup trước đó, Công Phượng ở giải này luôn là con bài tẩy mỗi khi HLV Park Hang-seo cần sự đột biến và được ra sân ở tất cả các trận đấu, anh ghi được tổng cộng 3 bàn thắng tại giải đấu này, ngang bằng với Quang Hải và chỉ kém Anh Đức 1 bàn, 2 trong số đó là những bàn thắng mở tỉ số trước Lào (thắng 3-0) và Malaysia (thắng 2-0) ở vòng bảng, giúp đội tuyển phá vỡ thế bế tắc. Bàn còn lại là tình huống nâng tỉ số lên 2-0 trong chiến thắng 2-1 trước Philippines tại bán kết lượt về (Việt Nam thắng chung cuộc 4-2), qua đó góp công lớn giúp đội tuyển Việt Nam xưng vương Đông Nam Á sau 10 năm.

#### Asian Cup 2019
Tháng 12 năm 2018, Công Phượng là 1 trong 23 cầu thủ được huấn luyện viên Park Hang Seo triệu tập lên ĐTQG tham dự Asian Cup 2019. Đây là lần đầu tiên Công Phượng được khoác áo số 10 ưa thích ở cấp độ đội tuyển quốc gia tại một giải đấu chính thức (2 kỳ AFF Cup trước đó Công Phượng lần lượt khoác áo số 16 và 14). Anh cùng với Quang Hải là hai ngôi sao sáng nhất trên hàng công của đội tuyển ở giải đấu lần này.
Trong trận đấu mở màn với Iraq, Công Phượng đã ghi được 1 bàn thắng trong hiệp 1 nhưng cuối cùng đối thủ đã lội ngược dòng 2-3 chung cuộc. Nghẹt thở vượt qua vòng bảng gặp Jordan ở vòng 1/8, anh tiếp tục tỏa sáng với pha dứt điểm một chạm gỡ hòa, trở thành cầu thủ Việt Nam đầu tiên ghi bàn tại một vòng knock-out của AFC Asian Cup. Dù sau đó phải dừng bước trước Nhật Bản ở tứ kết, nhưng đây được coi lại là giải đấu thành công ngoài mong đợi của anh và các đồng đội khi đã tái hiện lại kỳ tích trước đó 12 năm cũng tại giải đấu này.

#### Vòng loại World Cup 2022 và AFF Cup 2020
Trước vòng loại World Cup 2022, anh xuất hiện trong đội hình sơ bộ cùng với Văn Quyết. Sau khi Văn Quyết bị loại khỏi tuyển tham dự vòng loại World Cup, anh vẫn tiếp tục đeo áo số 10 quen thuộc. Trong lượt trận đầu tiên gặp Thái Lan, anh vào sân từ băng ghế dự bị và anh suýt lập công trong trận đấu này nhưng anh đã bỏ lỡ đáng tiếc, chung cuộc Việt Nam hòa Thái Lan 0-0. Đến lượt trận thứ 2 gặp Malaysia, anh đá chính nhưng chưa để lại dấu ấn nhiều. Cho đến khi lượt trận thứ 4 gặp UAE, anh tiếp tục vào sân từ băng ghế dự bị, anh chơi tốt hơn và kiến tạo cho đồng đội.
Sau quãng thời gian tạm dừng giải đấu vì đại dịch COVID-19, anh ghi bàn thắng đầu tiên tại vòng loại thứ 2 World Cup 2022 trong trận đấu với Indonesia vào ngày 7 tháng 6 năm 2021, chung cuộc Việt Nam thắng Indonesia 4-0. Ở lượt trận cuối cùng gặp UAE, anh bị hậu vệ đối phương phạm lỗi nhưng trọng tài không cho đội tuyển Việt Nam hưởng quả phạt đền, chung cuộc đội tuyển Việt Nam thua sát nút đội tuyển UAE với tỷ số 2-3, chính thức góp mặt ở vòng loại thứ 3 World Cup 2022.
Ở AFF Cup 2020, anh ghi 2 bàn thắng trên đất Singapore, chung cuộc đội tuyển Việt Nam dừng chân tại bán kết sau khi thua Thái Lan với tỷ số 0-2 sau hai lượt đi và về, đồng hạng 3 với chủ nhà Singapore.
Tại vòng loại thứ 3 World Cup 2022, anh đóng góp kiến tạo cho Thanh Bình đánh đầu dẫn trước đội tuyển Nhật Bản, sau đó đội tuyển Nhật Bản gỡ hòa nhờ pha lập công của Maya Yoshida. Kết thúc tại vòng loại thứ 3 World Cup 2022, đội tuyển Việt Nam có thành tích 1 thắng, 1 hòa.

#### Vắng mặt tại nhiều giải đấu
Trước giải đấu AFF Cup 2022, anh xin phép huấn luyện viên Park Hang-seo không tham dự giải vì chấn thương, đội tuyển Việt Nam chỉ về nhì sau khi để thua sát nút ở trận chung kết lượt về gặp Thái Lan.
Sau gần hai năm không ghi bàn trong màu áo đội tuyển thì vào ngày 11 tháng 9 năm 2023, Công Phượng mở tỷ số trong trận giao hữu gặp Palestine sau khi vào sân từ băng ghế dự bị.
Nhưng vào dịp giao hữu quốc tế vào tháng 10 anh bất ngờ bị gạch tên vào đội hình tham dự, tân huấn luyện viên Philippe Troussier cho rằng Công Phượng nên tìm một bến đỗ phù hợp hơn để thi đấu và có cảm giác bóng nhiều hơn và chỉ chấm màn trình diễn của anh trong trận gặp Palestine ở mức chấm nhận được.
Anh tiếp tục vắng mặt trong cả vòng loại World Cup 2026 và cũng không có tên trong danh sách tham dự Asian Cup 2023. Tới khi vòng loại World Cup trở lại vào tháng 3 năm 2024 anh có tên trong danh sách sơ bộ nhưng lại dính chấn thương vào phút chót khiến Công Phượng một lần nữa không có tên trong hai trận đấu gặp Indonesia.
Khi tân huấn luyện viên Kim Sang-sik lên nắm quyền, Công Phượng lại gặp vấn đề về bắp chân khi đang thi đấu tại câu lạc bộ chủ quản Yokohama khiến anh một lần nữa không có tên trong danh sách đội tuyển vào tháng 5.

## Thống kê sự nghiệp

### Câu lạc bộ
Tính đến ngày 26 tháng 4 năm 2025
| Câu lạc bộ                   | Mùa giải            | Giải đấu            | Giải đấu | Giải đấu | Cúp quốc gia | Cúp quốc gia | Châu lục | Châu lục | Khác | Khác | Tổng cộng | Tổng cộng |
| Câu lạc bộ                   | Mùa giải            | Hạng                | Trận     | Bàn      | Trận         | Bàn          | Trận     | Bàn      | Trận | Bàn  | Trận      | Bàn       |
| ---------------------------- | ------------------- | ------------------- | -------- | -------- | ------------ | ------------ | -------- | -------- | ---- | ---- | --------- | --------- |
| Hoàng Anh Gia Lai            | 2015                | V.League 1          | 25       | 6        | 2            | 0            | —        | —        | —    | —    | 27        | 6         |
| Hoàng Anh Gia Lai            | 2017                | V.League 1          | 26       | 7        | 1            | 0            | —        | —        | —    | —    | 27        | 7         |
| Hoàng Anh Gia Lai            | 2018                | V.League 1          | 24       | 12       | 4            | 4            | —        | —        | —    | —    | 28        | 16        |
| Hoàng Anh Gia Lai            | 2021                | V.League 1          | 12       | 6        | 0            | 0            | —        | —        | —    | —    | 12        | 6         |
| Hoàng Anh Gia Lai            | 2022                | V.League 1          | 16       | 5        | 2            | 0            | 6        | 0        | —    | —    | 24        | 5         |
| Hoàng Anh Gia Lai            | Tổng cộng           | Tổng cộng           | 103      | 36       | 9            | 4            | 6        | 0        | 0    | 0    | 118       | 40        |
| Mito HollyHock (mượn)        | 2016                | J2 League           | 5        | 0        | 2            | 0            | —        | —        | —    | —    | 7         | 0         |
| Incheon United (mượn)        | 2019                | K League 1          | 8        | 0        | 1            | 0            | —        | —        | —    | —    | 9         | 0         |
| STVV Sint-Truidense (mượn)   | 2019–20             | Belgian Pro League  | 1        | 0        | 0            | 0            | —        | —        | —    | —    | 1         | 0         |
| Thành phố Hồ Chí Minh (mượn) | 2020                | V.League 1          | 12       | 6        | 2            | 1            | 4        | 2        | 1    | 1    | 19        | 10        |
| Yokohama                     | 2023                | J1 League           | 0        | 0        | 0            | 0            | —        | —        | 1    | 0    | 1         | 0         |
| Yokohama                     | 2024                | J2 League           | 0        | 0        | 0            | 0            | —        | —        | 2    | 0    | 2         | 0         |
| Yokohama                     | Tổng cộng           | Tổng cộng           | 0        | 0        | 0            | 0            | 0        | 0        | 3    | 0    | 3         | 0         |
| Trường Tươi Bình Phước       | 2024-25             | V.League 2          | 10       | 7        | 2            | 2            | —        | —        | —    | —    | 12        | 9         |
| Tổng cộng sự nghiệp          | Tổng cộng sự nghiệp | Tổng cộng sự nghiệp | 139      | 49       | 16           | 7            | 10       | 2        | 4    | 1    | 169       | 59        |

1. ↑  Số lần ra sân tại AFC Champions League
2. ↑  Ra sân 1 trận tại AFC Champions League; 3 trận và ghi 2 bàn thắng tại AFC Cup
3. ↑  Ra sân tại Siêu cúp bóng đá Việt Nam
4. 1 2  Ra sân tại J.League Cup

### Đội tuyển quốc gia
Tính đến ngày 11 tháng 9 năm 2023
| Đội tuyển quốc gia | Năm       | Trận | Bàn | Trung bình |
| ------------------ | --------- | ---- | --- | ---------- |
| Việt Nam           | 2015      | 2    | 0   | 0.00       |
| Việt Nam           | 2016      | 7    | 1   | 0.14       |
| Việt Nam           | 2017      | 6    | 2   | 0.33       |
| Việt Nam           | 2018      | 9    | 3   | 0.33       |
| Việt Nam           | 2019      | 11   | 2   | 0.18       |
| Việt Nam           | 2021      | 13   | 3   | 0.23       |
| Việt Nam           | 2022      | 6    | 0   | 0.00       |
| Việt Nam           | 2023      | 2    | 1   | 0.50       |
| Tổng cộng          | Tổng cộng | 55   | 12  | 0.21       |

### Bàn thắng quốc tế
Bàn thắng và kết quả của Việt Nam được để trước.

| #   | Ngày                 | Địa điểm                                              | Đối thủ           | Bàn thắng | Kết quả              | Giải đấu                      |
| --- | -------------------- | ----------------------------------------------------- | ----------------- | --------- | -------------------- | ----------------------------- |
| 1.  | 8 tháng 11 năm 2016  | Sân vận động Quốc gia Mỹ Đình, Hà Nội, Việt Nam       | Indonesia         | 2–2       | 3–2                  | Giao hữu                      |
| 2.  | 22 tháng 3 năm 2017  | Sân vận động Hàng Đẫy, Hà Nội, Việt Nam               | Đài Bắc Trung Hoa | 1–1       | 1–1                  | Giao hữu                      |
| 3.  | 10 tháng 10 năm 2017 | Sân vận động Quốc gia Mỹ Đình, Hà Nội, Việt Nam       | Campuchia         | 4–0       | 5–0                  | Vòng loại AFC Asian Cup 2019  |
| 4.  | 8 tháng 11 năm 2018  | Sân vận động Quốc gia Lào mới, Viêng Chăn, Lào        | Lào               | 1–0       | 3–0                  | AFF Cup 2018                  |
| 5.  | 16 tháng 11 năm 2018 | Sân vận động Quốc gia Mỹ Đình, Hà Nội, Việt Nam       | Malaysia          | 1–0       | 2–0                  | AFF Cup 2018                  |
| 6.  | 6 tháng 12 năm 2018  | Sân vận động Quốc gia Mỹ Đình, Hà Nội, Việt Nam       | Philippines       | 2–0       | 2–1                  | AFF Cup 2018                  |
| 7.  | 8 tháng 1 năm 2019   | Sân vận động Thành phố Thể thao Zayed, Abu Dhabi, UAE | Iraq              | 2–1       | 2–3                  | AFC Asian Cup 2019            |
| 8.  | 20 tháng 1 năm 2019  | Sân vận động Al Maktoum, Dubai, UAE                   | Jordan            | 1–1       | 1–1 (s.h.p.) (4–2 p) | AFC Asian Cup 2019            |
| 9.  | 7 tháng 6 năm 2021   | Sân vận động Al Maktoum, Dubai, UAE                   | Indonesia         | 3–0       | 4–0                  | Vòng loại FIFA World Cup 2022 |
| 10. | 6 tháng 12 năm 2021  | Sân vận động Bishan, Bishan, Singapore                | Lào               | 1–0       | 2–0                  | AFF Cup 2020                  |
| 11. | 12 tháng 12 năm 2021 | Sân vận động Bishan, Bishan, Singapore                | Malaysia          | 2–0       | 3–0                  | AFF Cup 2020                  |
| 12. | 11 tháng 9 năm 2023  | Sân vận động Thiên Trường, Nam Định, Việt Nam         | Palestine         | 1–0       | 2–0                  | Giao hữu                      |

#### U-22/U-23
| #   | Ngày                 | Địa điểm                                                 | Đối thủ     | Bàn thắng | Kết quả              | Giải đấu                                        |
| --- | -------------------- | -------------------------------------------------------- | ----------- | --------- | -------------------- | ----------------------------------------------- |
| 1.  | 27 tháng 3 năm 2015  | Sân vận động Shah Alam, Shah Alam, Malaysia              | Malaysia    | 2–1       | 2–1                  | Vòng loại giải vô địch bóng đá U-23 châu Á 2016 |
| 2.  | 31 tháng 3 năm 2015  | Sân vận động Shah Alam, Shah Alam, Malaysia              | Ma Cao      | 3–0       | 7–0                  | Vòng loại giải vô địch bóng đá U-23 châu Á 2016 |
| 3.  | 31 tháng 3 năm 2015  | Sân vận động Shah Alam, Shah Alam, Malaysia              | Ma Cao      | 6–0       | 7–0                  | Vòng loại giải vô địch bóng đá U-23 châu Á 2016 |
| 4.  | 31 tháng 3 năm 2015  | Sân vận động Shah Alam, Shah Alam, Malaysia              | Ma Cao      | 7–0       | 7–0                  | Vòng loại giải vô địch bóng đá U-23 châu Á 2016 |
| 5.  | 29 tháng 5 năm 2015  | Sân vận động Bishan, Bishan, Singapore                   | Brunei      | 5–0       | 6–0                  | SEA Games 2015                                  |
| 6.  | 2 tháng 6 năm 2015   | Sân vận động Bishan, Bishan, Singapore                   | Malaysia    | 2–0       | 5–1                  | SEA Games 2015                                  |
| 7.  | 2 tháng 6 năm 2015   | Sân vận động Bishan, Bishan, Singapore                   | Malaysia    | 4–0       | 5–1                  | SEA Games 2015                                  |
| 8.  | 20 tháng 1 năm 2016  | Sân vận động Grand Hamad, Doha, Qatar                    | UAE         | 1–0       | 2–3                  | Giải vô địch bóng đá U-23 châu Á 2016           |
| 9.  | 19 tháng 7 năm 2017  | Sân vận động Thống Nhất, Thành phố Hồ Chí Minh, Việt Nam | Đông Timor  | 2–0       | 4–0                  | Vòng loại giải vô địch bóng đá U-23 châu Á 2018 |
| 10. | 19 tháng 7 năm 2017  | Sân vận động Thống Nhất, Thành phố Hồ Chí Minh, Việt Nam | Đông Timor  | 3–0       | 4–0                  | Vòng loại giải vô địch bóng đá U-23 châu Á 2018 |
| 11. | 21 tháng 7 năm 2017  | Sân vận động Thống Nhất, Thành phố Hồ Chí Minh, Việt Nam | Ma Cao      | 3–0       | 8–1                  | Vòng loại giải vô địch bóng đá U-23 châu Á 2018 |
| 12. | 23 tháng 7 năm 2017  | Sân vận động Thống Nhất, Thành phố Hồ Chí Minh, Việt Nam | Hàn Quốc    | 1–1       | 1–2                  | Vòng loại giải vô địch bóng đá U-23 châu Á 2018 |
| 13. | 15 tháng 8 năm 2017  | Sân vận động MP Selayang, Selayang, Malaysia             | Đông Timor  | 4–0       | 4–0                  | SEA Games 2017                                  |
| 14. | 17 tháng 8 năm 2017  | Sân vận động Shah Alam, Shah Alam, Malaysia              | Campuchia   | 1–0       | 4–1                  | SEA Games 2017                                  |
| 15. | 17 tháng 8 năm 2017  | Sân vận động Shah Alam, Shah Alam, Malaysia              | Campuchia   | 3–0       | 4–1                  | SEA Games 2017                                  |
| 16. | 20 tháng 8 năm 2017  | Sân vận động Shah Alam, Shah Alam, Malaysia              | Philippines | 1–0       | 4–0                  | SEA Games 2017                                  |
| 17. | 9 tháng 12 năm 2017  | Chang Arena, Buriram, Thái Lan                           | Myanmar     | 4–0       | 4–0                  | M-150 Cup 2017                                  |
| 18. | 15 tháng 12 năm 2017 | Chang Arena, Buriram, Thái Lan                           | Thái Lan    | 1–0       | 2–1                  | M-150 Cup 2017                                  |
| 19. | 15 tháng 12 năm 2017 | Chang Arena, Buriram, Thái Lan                           | Thái Lan    | 2–0       | 2–1                  | M-150 Cup 2017                                  |
| 20. | 20 tháng 1 năm 2018  | Sân vận động Thường Thục, Thường Thục, Trung Quốc        | Iraq        | 1–0       | 3–3 (s.h.p.) (5–3 p) | Giải vô địch bóng đá U-23 châu Á 2018           |
| 21. | 3 tháng 8 năm 2018   | Sân vận động Quốc gia Mỹ Đình, Hà Nội, Việt Nam          | Palestine   | 2–1       | 2–1                  | Vinaphone Cup 2018                              |
| 22. | 14 tháng 8 năm 2018  | Sân vận động Wibawa Mukti, Cikarang, Indonesia           | Pakistan    | 3–0       | 3–0                  | Đại hội Thể thao châu Á 2018                    |
| 23. | 23 tháng 8 năm 2018  | Sân vận động Patriot Candrabhaga, Bekasi, Indonesia      | Bahrain     | 1–0       | 1–0                  | Đại hội Thể thao châu Á 2018                    |

#### U-19
| #   | Ngày                | Địa điểm                                                     | Đối thủ           | Bàn thắng | Kết quả | Giải đấu                                        |
| --- | ------------------- | ------------------------------------------------------------ | ----------------- | --------- | ------- | ----------------------------------------------- |
| 1.  | 10 tháng 9 năm 2013 | Sân vận động Petrokimia, Gresik, Indonesia                   | Thái Lan          | 1–1       | 3–2     | Giải vô địch bóng đá U-19 Đông Nam Á 2013       |
| 2.  | 20 tháng 9 năm 2013 | Sân vận động Petrokimia, Gresik, Indonesia                   | Lào               | 1–0       | 1–0     | Giải vô địch bóng đá U-19 Đông Nam Á 2013       |
| 3.  | 3 tháng 10 năm 2013 | Sân vận động KLFA, Kuala Lumpur, Malaysia                    | Đài Bắc Trung Hoa | 1–0       | 6–1     | Vòng loại giải vô địch bóng đá U-19 châu Á 2014 |
| 4.  | 3 tháng 10 năm 2013 | Sân vận động KLFA, Kuala Lumpur, Malaysia                    | Đài Bắc Trung Hoa | 3–0       | 6–1     | Vòng loại giải vô địch bóng đá U-19 châu Á 2014 |
| 5.  | 3 tháng 10 năm 2013 | Sân vận động KLFA, Kuala Lumpur, Malaysia                    | Đài Bắc Trung Hoa | 4–0       | 6–1     | Vòng loại giải vô địch bóng đá U-19 châu Á 2014 |
| 6.  | 5 tháng 10 năm 2013 | Sân vận động KLFA, Kuala Lumpur, Malaysia                    | Hồng Kông         | 1–0       | 5–1     | Vòng loại giải vô địch bóng đá U-19 châu Á 2014 |
| 7.  | 5 tháng 10 năm 2013 | Sân vận động KLFA, Kuala Lumpur, Malaysia                    | Hồng Kông         | 5–1       | 5–1     | Vòng loại giải vô địch bóng đá U-19 châu Á 2014 |
| 8.  | 7 tháng 10 năm 2013 | Sân vận động KLFA, Kuala Lumpur, Malaysia                    | Úc                | 1–0       | 5–1     | Vòng loại giải vô địch bóng đá U-19 châu Á 2014 |
| 9.  | 7 tháng 10 năm 2013 | Sân vận động KLFA, Kuala Lumpur, Malaysia                    | Úc                | 4–1       | 5–1     | Vòng loại giải vô địch bóng đá U-19 châu Á 2014 |
| 10. | 9 tháng 8 năm 2014  | Khu liên hợp thể thao Điền kinh, Bandar Seri Begawan, Brunei | Singapore         | 3–0       | 4–0     | Cúp Hassanal Bolkiah 2014                       |
| 11. | 13 tháng 8 năm 2014 | Khu liên hợp thể thao Điền kinh, Bandar Seri Begawan, Brunei | Indonesia         | 3–0       | 4–0     | Cúp Hassanal Bolkiah 2014                       |
| 12. | 23 tháng 8 năm 2014 | Khu liên hợp thể thao Điền kinh, Bandar Seri Begawan, Brunei | Myanmar           | 3–3       | 3–4     | Cúp Hassanal Bolkiah 2014                       |
| 13. | 5 tháng 9 năm 2014  | Sân vận động Quốc gia Mỹ Đình, Hà Nội, Việt Nam              | Úc                | 1–0       | 1–0     | Giải vô địch bóng đá U-19 Đông Nam Á 2014       |
| 14. | 9 tháng 9 năm 2014  | Sân vận động Quốc gia Mỹ Đình, Hà Nội, Việt Nam              | Nhật Bản          | 2–3       | 2–3     | Giải vô địch bóng đá U-19 Đông Nam Á 2014       |

## Đời tư
Dù được báo chí trong và ngoài nước gọi bằng biệt danh "Messi của Việt Nam", nhưng nhiều lần Công Phượng đã nói rằng mình không hề thích tên gọi đó dù cho Messi là thần tượng của mình. Bên cạnh đó, Công Phượng cũng cho thấy sự ngưỡng mộ của mình với Ronaldo de Lima.
Năm 2014, bộ đôi tác giả Bách Lê và Bá Diệp đã kết hợp với Nhà xuất bản Trẻ cho ra mắt bộ truyện tranh "Học Viện Bóng Đá" gồm 10 tập lấy cảm hứng từ lò đào tạo HAGL Arsenal JMG - nhân vật chính Công Phong được dựa theo hình mẫu Công Phượng ở ngoài đời.
Ngày 16 tháng 11 năm 2020, Công Phượng đã tổ chức đám cưới với Viên Minh (sinh 1995, tốt nghiệp đại học RMIT chuyên ngành quản trị kinh doanh và vừa hoàn thành chương trình học thạc sĩ). Sau đám cưới chính thức được tổ chức tại TPHCM, sau đó Công Phượng và Viên Minh tổ chức đãi tiệc ở Phú Quốc cũng như quê nhà Nghệ An.
Trong thời gian ở Yokohama, anh thử sức với việc pha cà phê. Sau khi trở về nước, anh là nạn nhân của bạo lực mạng.

## Tranh cãi về tuổi tác
Vụ việc tuổi thật của Công Phượng bắt đầu từ ngày 8 tháng 11 năm 2014, khi báo Thể thao 24h đưa tin một học viên cũ của lớp Năng khiếu HAGL khóa đầu, tên viết tắt B.V.P, đồng thời cũng là đồng hương với Công Phượng khẳng định cả mình và Công Phượng phải làm lại khai sinh. Trong đó P. sinh năm 1994 làm lại thành 1996, còn Phượng từ 1993 thành 1995.
Sau đó, Bùi Văn Phúc - người có tên trùng khớp với tên viết tắt trên, đồng thời là đồng hương duy nhất với Công Phượng ở lớp năng khiếu đó - đã tự nhận mình là người được nhắc đến ở trên và khẳng định qua bài viết trên báo Thanh niên là không nói gì về tuổi thật của Công Phượng  cũng như gửi đơn thư đề nghị báo Thể thao 24h cải chính lại thông tin này. Trả lời trên báo giấy, ban biên tập báo Thể thao 24h xác nhận B.V.P là Bùi Văn Phúc, khẳng định họ có toàn bộ băng ghi âm phỏng vấn Bùi Văn Phúc và sẵn sàng cung cấp nội dung ghi âm cho cơ quan chức năng hoặc Bùi Văn Phúc nếu được yêu cầu.
Trong bài báo này đưa ra 3 hồ sơ của Công Phượng với 3 năm sinh khác nhau:
1. Trong danh sách Học viện HAGL Arsenal JMG (đăng ngày 15 tháng 12 năm 2007), Công Phượng sinh ngày 21 tháng 1 năm 1996.
2. Trong danh sách học viên khóa 1 của Học viện HAGL Arsenal JMG (đăng ngày 10 tháng 6 năm 2012) ghi Công Phượng sinh ngày 21 tháng 1 năm 1995.
3. Trong cuốn sổ đăng ký hộ khẩu với ngày sinh của từng thành viên trong gia đình Công Phượng có chữ ký xác nhận của người khai là bà Nguyễn Thị Hoa (mẹ Công Phượng) thì anh sinh ngày 21 tháng 1 năm 1993.

Ngày 12 tháng 11 năm 2014, sau 2 ngày làm việc với địa phương và gia đình Nguyễn Công Phượng, đoàn thanh tra của VFF đưa ra một tờ giấy khai sinh của Công Phượng trong đó ngày sinh của anh là 21 tháng 1 năm 1995.
Ngày 16 tháng 11, trong chương trình Chuyển động 24h của VTV, phóng viên đài này cho rằng tờ khai sinh lập tại xã Mỹ Sơn của Công Phượng là không hợp lệ do bị bỏ trống một số chi tiết (số sổ và quyển), trong khi thông tin từ người cùng làng của Công Phượng và từ hồ sơ hộ khẩu lưu tại Công an huyện Đô Lương, tỉnh Nghệ An từ năm 2002 cho thấy Công Phượng sinh ngày 21 tháng 1 năm 1993. Sổ đăng ký khai sinh năm 1995 của xã không có tên Công Phượng. Công Phượng có đến 2 giấy chứng nhận hoàn thành chương trình Tiểu học, một ghi tốt nghiệp năm 2006, một là 2007. Học bạ của Công Phượng có nhiều dấu hiệu bị làm giả vì chữ viết nhận xét của giáo viên là giống nhau trong suốt các năm học. Thêm vào đó, phóng viên cũng phỏng vấn một số người hàng xóm cùng độ tuổi và họ cho rằng Phượng sinh năm 1993.
Ngày 17 tháng 11, trả lời báo Người lao động về việc trên, Công Phượng đã tiếp tục chọn giải pháp giữ im lặng với lý do Học viện bóng đá HAGL không cho phép anh trả lời báo chí.
Ngày 18 tháng 11, Phòng tư pháp huyện Đô Lương đã đến làm việc với xã Mỹ Sơn; qua kiểm tra giấy tờ, trưởng phòng tư pháp huyện Đô Lương Trần Doãn Phú khẳng định Công Phượng sinh năm 1995.
Ngày 5 tháng 12, Sở Tư pháp tỉnh Nghệ An đã có văn bản kết luận tuổi của tiền đạo Nguyễn Công Phượng, theo đó ngày sinh của anh là ngày 21 tháng 1 năm 1995.

## Danh hiệu

### Câu lạc bộ

#### Đội trẻ Hoàng Anh Gia Lai
- Giải U-21 Quốc tế Báo Thanh niên: 2014, 2015

#### Hoàng Anh Gia Lai
- Hạng ba Cúp Quốc gia: 2022

### Quốc tế

#### U-19 Việt Nam
- Á quân giải vô địch U-19 Đông Nam Á: 2013, 2014
- Á quân Cúp Hassanal Bolkial: 2014

#### U-23 Việt Nam
- Á quân giải vô địch U-23 châu Á: 2018
- Huy chương đồng SEA Games: 2015
- Hạng ba M-150 Cup 2017
- VFF Cup: 2018

#### Việt Nam
- AFF Cup: 2018
- Á quân King's Cup: 2019

### Cá nhân
- Á quân King's Cup: 2019
- Cầu thủ trẻ xuất sắc nhất Việt Nam: 2015
- Đội hình tiêu biểu V.League 1: 2018, 2020
- Vua phá lưới SEA Games 29
- Vua phá lưới M-150 Cup: 2017
- Vua phá lưới giải U-21 Quốc tế: 2014,2015
- Vua phá lưới nội V.League: 2020
- Top 5 cầu thủ được yêu thích nhất châu Á (2020)
- Cầu thủ được yêu thích nhất Việt Nam: 2015, 2017, 2018
- Cầu thủ xuất sắc nhất câu lạc bộ: 2018, 2020

## Đánh giá
- Bút danh Trọng Đạt của báo Lao động tự nhận xét: "Công Phượng được xem là một trong những cầu thủ triển vọng nhất của bóng đá Việt Nam ở thời điểm hiện tại."[52]
- Theo tác giả Huy Phong của báo Vietnamnet, đã có nhiều cầu thủ của đội bóng U-19 AFC Wimbledon - tuyến trẻ của một đội bóng đang chơi ở League 2 trong hệ thống giải bóng đá Anh (tương đương giải bóng đá hạng ba quốc gia ở Việt Nam) đã ví von Công Phượng là "Messi của Việt Nam" bởi khả năng cầm bóng và có thể vượt qua sự truy cản của số đông hậu vệ đối phương, mặc dù anh không muốn được so sánh như thế.[53]